# British Columbia House
British Columbia House es un edificio situado en la Regent Street, Westminster, Londres. Fue clasificado como monumento de Grado II. Es propiedad de Crown Estate y ahora es un edificio comercial.
El edificio fue diseñado por el arquitecto Alfred Burr y construida en 1914 como sede del Agente General de la Provincia de Columbia Británica, cargo que entonces ocupaba John Herbert Turner. En el momento de la inauguración oficial del edificio, en 1915, Turner había sido reemplazado por Richard McBride, pero la muerte de McBride, en 1917, vio a Turner regresar al papel de Agente General.
En 2013 se llevó a cabo una remodelación del edificio que costó 8,5 millones de libras.